# Sophie Souid
Sophie Aicha Souid (født 1984 på Djursland) er en dansk forfatter, oversætter, foredragsholder og vært på podcasten Fuld af løgn.

## Priser
- Skriverprisen 2024 ved Børne- og ungdomsministeriet
- G.E.C Gads Hæderspris 2023
- Orlaprisen 2023
- Årets Bedste Billedbog ved Københavns Børnebiblioteker 2023
- Årets Bedste Tweenbog ved Københavns Børnebiblioteker 2022
- Årets Bedste Tegneserie ved Københavns Børnebiblioteker 2022

## Nomineringer
- Orlaprisen 2024
- Pingprisen 2024
- Pingprisen 2023